# Quantum Leap – Az időutazó
A Quantum Leap – Az időutazó (eredeti cím: Quantum Leap) amerikai televíziós filmsorozat, amelyet a Belisarius Productions és az Universal Television készített. A sorozat alkotója Donald P. Bellisario volt, a zenéjét Velton Ray Bunch szerezte, a főszerepeket Scott Bakula és Dean Stockwell játszotta. Dean Stockwellt 1993-ban Golden Globe-díjra jelölték a Legjobb férfi mellékszereplő (televíziós sorozat, televíziós minisorozat vagy tévéfilm) kategóriában. A sorozat a szereplőivel összesen 2 Golden Globe-díjat, 5 Golden Globe-díj jelölést, és 11 Emmy-díj jelölést kapott. Amerikában 1989. március 26. és 1993. május 5. között az NBC vetítette le. Magyarországon a TV2 és a Viasat 6 tűzte műsorra, de csak 3 évadot vetítettek le a sorozatból.

## Történet
A sorozat főszereplője Sam, részleges amnéziában szenved, nem emlékszik arra, hogy kicsoda valójában. Szerencsére Al Calavicci, Sam legjobb barátja egy holografikus képe segít neki a múltja felidézésében. Elmondja neki, hogy egy rosszul sikerült időutazás kísérlet miatt megrekedt az időben, de kollégái azon vannak, hogy minél előbb visszajuttassák a saját idejébe. Sam minden egyes epizódban más ember testébe kerül, akinek segítségre van szüksége. Egy villámcsapás miatt harmadik évad végén Al Sammel ugrott, majd helyet cseréltek, Sam visszatért a kollégáihoz és feleségéhez és Al számára csak hologramként jelenik meg úgy, ahogy azelőtt Al tette.

## Szereplők
| Szerep           | Színész        | Magyar hang                               |
| ---------------- | -------------- | ----------------------------------------- |
| Dr. Sam Backett  | Scott Bakula   | Galambos Péter Sótonyi Gábor              |
| Al Calavicci     | Dean Stockwell | Forgács Péter Selmeczi Roland Varga Gábor |
| Ziggy (narrátor) | Deborah Pratt  |                                           |
|                  | Harrison Page  |                                           |

### Ismertebb vendégszereplők
Marc Alaimo, Debbie Allen, Bob Saget, Charles Rocket, Neil Patrick Harris, Lydia Cornell, Brooke Shields, Roddy McDowall, Chubby Checker, Dr. Laura Schlessinger, Dr. Ruth Westheimer, Jennifer Aniston, Michael Beach, Terry Farrell, Diedrich Bader, Robert Duncan McNeill, Jason Priestley, Joseph Gordon-Levitt, Carla Gugino, Teri Hatcher, Marcia Cross, Eriq La Salle, Patricia Richardson, Patrick Warburton, Claudia Christian, James Morrison, Gregory Itzin, Lauren Tom, Jane Sibbett, Amy Yasbeck, Michael Stoyanov, Tia Carrere és Beverley Mitchell.

## Díjak, jelölések
- 1992 – Golden Globe-díj – a legjobb színész dráma tv-sorozatban (Scott Bakula)
- 1990 – Golden Globe-díj – a legjobb férfi epizódszereplő tv-filmben (Dean Stockwell)
- 1993 – Golden Globe-díj jelölés – a legjobb színész dráma tv-sorozatban (Scott Bakula)
- 1993 – Golden Globe-díj jelölés – a legjobb férfi epizódszereplő tv-filmben (Dean Stockwell)
- 1993 – Emmy-díj jelölés – a legjobb színész dráma sorozatban (Scott Bakula)
- 1993 – Emmy-díj jelölés – a legjobb férfi epizódszereplő drámasorozatban (Dean Stockwell)
- 1992 – Golden Globe-díj jelölés - a legjobb férfi epizódszereplő tv-filmben (Dean Stockwell)
- 1992 – Emmy-díj jelölés – a legjobb drámasorozat
- 1992 – Emmy-díj jelölés – a legjobb színész drámasorozatban (Harrison Page, Scott Bakula)
- 1992 – Emmy-díj jelölés – a legjobb férfi epizódszereplő drámasorozatban (Dean Stockwell)
- 1991 – Golden Globe-díj jelölés – a legjobb színész dráma tv-sorozatban (Scott Bakula)

## Fordítás
Ez a szócikk részben vagy egészben  a   Quantum Leap (TV series) című angol Wikipédia-szócikk fordításán alapul.  Az eredeti cikk szerkesztőit annak laptörténete sorolja fel. Ez a jelzés csupán a megfogalmazás eredetét és a szerzői jogokat jelzi, nem szolgál a cikkben szereplő információk forrásmegjelöléseként.